# Pietro Pitrone
Pietro Pitrone (San Giovanni di Galermo, 4 ottobre 1918 – 21 marzo 1978) è stato un politico italiano.
Medico primario dell'ospedale di Milazzo, consigliere comunale e assessore all'Igiene e Ecologia nello stesso comune, è stato eletto senatore della Repubblica nel collegio di Barcellona Pozzo di Gotto nelle file del Partito Repubblicano Italiano. Muore nel 1978 a causa di un male incurabile, viene sostituito al Senato da Giuseppe Ciresi. Fu consigliere comunale anche a San Pier Niceto.